# Reino de Algeciras (Corona de Castilla)
El reino de Algeciras de la corona de Castilla tiene su origen en 1344, cuando Alfonso XI conquistó el reino meriní de Algeciras. Desde ese momento el título de «rey de Algeciras» figuró entre los títulos de los monarcas castellanos y hasta la actualidad lo hace entre los títulos de la corona de España. 
Sin embargo tras la muerte de Alfonso XI mientras sitiaba Gibraltar en 1350, gracias al debilitamiento que sufría Castilla por las luchas dinásticas que sufría, Muhammed V de Granada pudo sitiar y reconquistar la ciudad en 1369. El rey nazarí reconstruyó sus murallas y la repobló, pero en 1379 comprendiendo que Castilla ya se había repuesto de sus luchas internas y que no podría conservar la ciudad mucho tiempo, prefirió destruirla a que volviera a manos castellanas. Tras la destrucción de Algeciras el territorio de su antiguo reino pasó a pertenecer sucesivamente a Tarifa, a Jerez de la Frontera y finalmente a Gibraltar, tras su conquista definitiva en 1462.